# 卡萨尼奥勒
卡萨尼奥勒（法語：Cassagnoles，法語發音：[kasaɲɔl]）是法国加尔省的一个市镇，属于阿莱斯区。

## 地理
卡萨尼奥勒（44°1'21"N, 4°7'50"E）面积5.19 平方千米，位于法国奧克西塔尼大區加尔省，该省份为法国南部沿海省份，南端濒地中海，北起顺时针与阿尔代什省、沃克吕兹省、罗讷河口省、埃罗省、阿韦龙省和洛泽尔省接壤。
与卡萨尼奥勒接壤的市镇（或旧市镇、城区）包括：卡尔代、莱迪尼昂、马吕埃若尔莱加尔东、马萨讷、内尔、里博特-莱塔韦尔讷、圣贝内泽、韦泽诺布尔。

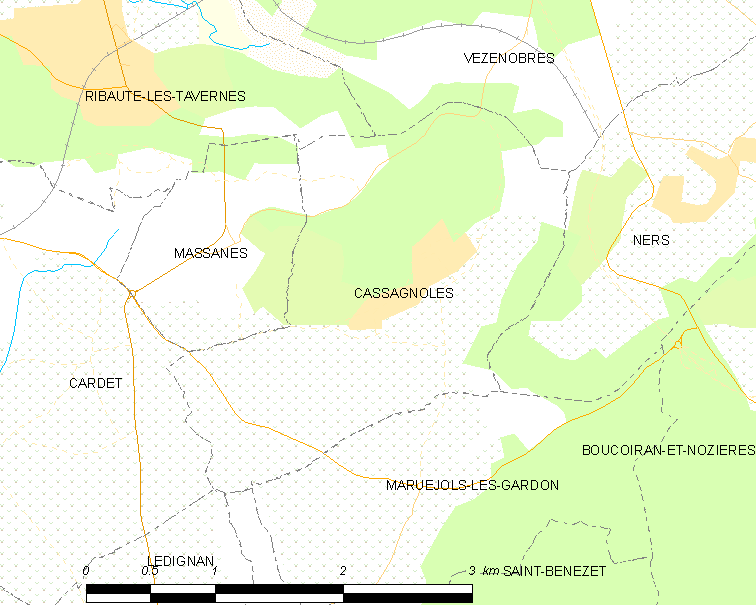
卡萨尼奥勒的OSM定位图

卡萨尼奥勒的时区为UTC+01:00、UTC+02:00（夏令时）。

## 行政
卡萨尼奥勒的邮政编码为30350，INSEE市镇编码为30071。

## 政治
卡萨尼奥勒所属的省级选区为基萨克县。

## 人口

1962-2008年间卡萨尼奥勒人口变化图示

卡萨尼奥勒于2022年1月1日时的人口数量为448人。